# Archatt
Archatt, s. r. o. je stavebně-restaurátorská huť zaměřující se na restaurování památek, řemeslné a uměleckořemeslné práce, jakož i průzkumy památek, architektonické a projekční činnosti. Vznikla v roce 1992, sídlí v Ostopovicích, kancelář má v Brně. Trojici společníků představují Marek Tichý, Petr Řehořka a Jan Všetečka. Později se rozšířila o sesterskou společnost v Třebíči, která vzešla z tamní pobočky v roce 1995 a zaměřuje se na oblast památkové péče.
Firma pracovala na obnově např. na Pražském hradě, Národním divadle či na zámcích v Kroměříži a Lednici.
Od roku 2016 realizuje obnovu Jurkovičovy chaty Libušín na beskydských Pustevnách, která v březnu 2014 vyhořela. V dubnu 2016 firma vyhrála výběrové řízení na dodavatele oprav, s předpokládanou cenou prací téměř 80 milionů korun. V průběhu roku rozebrala torzo chaty, v zimě pak bylo pokáceno a zpracováno dřevo na stavbu a celá akce by měla skončit v červnu 2019.
Společnost také od roku 1999 vlastní areál dalešického pivovaru, který postupně rekonstruovala.